# Fulcini Prisc
Fulcini Prisc (en llatí Fulcinius Priscus) va ser un jurista romà esmentat per Juli Paule, Neraci Prisc, Gaius, Sext Pomponi i Ulpià, sobretot al Digest.
Probablement va viure al segle i entre els regnats de Tiberi i Trajà. Va escriure una obra sobre els edictes pretorians i les seves opinions són citades pels juristes que van tractar el tema.